# 턱스

리눅스의 마스코트인 Tux

턱스(Tux)는 리눅스 프로젝트의 공식 마스코트이다. 통통한 펭귄의 모습을 하고 있으며, 1996년 래리 유잉(Larry Ewing)이 만들었다. 리눅스의 마스코트를 펭귄으로 삼자는 아이디어는 리눅스 커널의 작성자 리누스 토르발스에게서 나왔다.

## 다른 턱스들

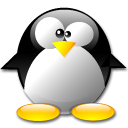
크리스탈 1st revision
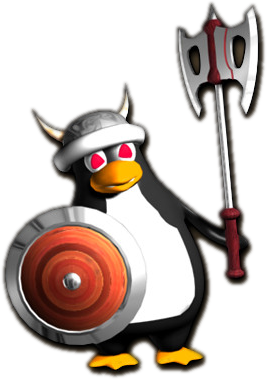
PaX 버전
고품질 그림
간단한 그림
크리스탈 버전
2009년 2.6.29 버전 때 턱스 대신 나온 "터즈". 태즈메이니아데빌이다.

## 같이 보기
- BSD 데몬
- 크리타
- KDE
- 김프

## 참고 자료
- 리누스 토르발스, David Diamond: Just for Fun: The Story of an Accidental Revolutionary, New York, HarperBusiness, 2001년, ISBN 0066620724, (번역서) 리눅스 그냥 재미로, 한겨레출판사, ISBN 8984310468